# ソフィー・キンセラ
ソフィー・キンセラ（Sophie Kinsella、本名：マデリーン・ソフィー・ウィッカム〈Madelein Sophie Wickham〉、1969年12月12日 - ）は、イギリスの小説家。マデリーン・ウィッカム名義でも活動する。「レベッカのお買いもの日記」シリーズは、『お買いもの中毒な私!』のタイトルでアイラ・フィッシャー主演で映画化された。ソフィー・キンセラという名前は、自身のミドルネームと母の旧姓から採られている。

## 経歴
ロンドン南西部の町パットニーの私立女子高校パットニー高校と、ドーセット・シェルボーンのマーケットタウンにある全寮制女子高校シェルボーン女子高校で学んだ後、オックスフォード大学のニュー・カレッジに進学。当初は音楽を学ぶが、後に政治・哲学・経済に転科する。
金融ジャーナリストとして働いていた24歳の時に処女作『悪意と憂鬱の英国式週末テニス』（原題："The Tennis Party" ）を上梓するやベストセラーのトップ10にランクインするなど絶賛される。その後もマデリーン・ウィッカム名義で"A Desirable Residence", "Swimming Pool Sunday", "The Gatecrasher", "The Wedding Girl", "Cocktails for Three", "Sleeping Arrangements" の6作の小説を上梓した。
ソフィー・キンセラ名義の処女作『エマの秘密に恋したら……』（原題：Can You Keep a Secret? ）を現在の出版社にウィッカムの名を明かさずに送ったところ、熱狂的に受け入れられたため、2005年12月に刊行される時に正体を明かした。
代表作「レベッカのお買いもの日記」シリーズは、自分の経済状態に無頓着な金融ジャーナリスト、レベッカ（ベッキー）・ブルームウッドの買い物依存症が招く不運を描いた作品で、シリーズの1作目と2作目は『お買いもの中毒な私!』として2009年にアイラ・フィッシャー主演で映画化された。シリーズ第6作『レベッカのお買いもの日記6 サプライズ大作戦！編』（原題：Mini Shopaholic ）は2010年9月に刊行され、最新作"Shopaholic to the Stars" は2014年9月に刊行された。
現在は、大学時代に出会った夫のヘンリー・ウィッカムとロンドンに住んでいる。夫は以前は私立男子高校の校長をしていたが、現在はキンセラの仕事の雑務を請け負っている。2人が結婚したのは1991年で、4人の息子と1人の娘がいる。

## 作品リスト

### ソフィー・キンセラ名義
レベッカのお買いもの日記シリーズ
| # | 邦題                                              | 原題                                  | 刊行年 | 刊行年月   | 訳者       | 出版社             |
| - | ------------------------------------------------- | ------------------------------------- | ------ | ---------- | ---------- | ------------------ |
| 1 | 買い物中毒のひそかな夢と欲望                      | The Secret Dreamworld of a Shopaholic | 2000年 | 2001年5月  | 飛田野裕子 | 扶桑社             |
| 1 | 【改題】レベッカのお買いもの日記 1                | The Secret Dreamworld of a Shopaholic | 2000年 | 2003年3月  | 飛田野裕子 | ヴィレッジブックス |
| 2 | レベッカのお買いもの日記 2 NYでハッスル篇         | Shopaholic Abroad                     | 2001年 | 2003年11月 | 佐竹史子   | ヴィレッジブックス |
| 3 | レベッカのお買いもの日記 3 ついに結婚!?篇         | Shopaholic Ties the Knot              | 2001年 | 2005年4月  | 佐竹史子   | ヴィレッジブックス |
| 4 | レベッカのお買いもの日記 4 波乱の新婚生活！篇     | Shopaholic and Sister                 | 2004年 | 2008年12月 | 佐竹史子   | ヴィレッジブックス |
| 5 | レベッカのお買いもの日記 5 ベイビー・パニック！篇 | Shopaholic and Baby                   | 2007年 | 2009年5月  | 佐竹史子   | ヴィレッジブックス |
| 6 | レベッカのお買いもの日記 6 サプライズ大作戦！篇   | Mini Shopaholic                       | 2010年 | 2011年5月  | 佐竹史子   | ヴィレッジブックス |
| 7 |                                                   | Shopaholic to the Stars               | 2014年 |            |            |                    |

単独作
| 邦題                   | 原題                   | 刊行年 | 刊行年月  | 訳者     | 出版社             |
| ---------------------- | ---------------------- | ------ | --------- | -------- | ------------------ |
| エマの秘密に恋したら…  | Can You Keep a Secret? | 2005年 | 2007年4月 | 佐竹史子 | ヴィレッジブックス |
| 家事場の女神さま       | The Undomestic Goddess | 2006年 | 2013年2月 | 佐竹史子 | ヴィレッジブックス |
| 本日も、記憶喪失。     | Remember Me?           | 2008年 | 2012年5月 | 佐竹史子 | ヴィレッジブックス |
| スターな彼女の捜しもの | Twenties Girl          | 2009年 | 2014年1月 | 佐竹史子 | ヴィレッジブックス |
|                        | I've Got Your Number   | 2012年 |           |          |                    |
|                        | Wedding Night          | 2013年 |           |          |                    |

オムニバス
- "Changing People" （オムニバス"Girls Night In" (2004) に収録）

### マデリーン・ウィッカム名義
- 悪意と憂鬱の英国式週末テニス The Tennis Party （ 1995年 /  1998年9月 岡田葉子訳 早川書房）
- A Desirable Residence (1996)
- Swimming Pool Sunday (1997)
- The Gatecrasher (1998)
- The Wedding Girl (1999)
- Cocktails for Three (2000)
- Sleeping Arrangements (2001)